# Wonka
Wonka è un film del 2023 diretto da Paul King.
Il film narra le origini di Willy Wonka, personaggio del romanzo La fabbrica di cioccolato di Roald Dahl, ed è la terza pellicola in live action basata sul libro dopo Willy Wonka e la fabbrica di cioccolato (1971) e La fabbrica di cioccolato (2005). Parte della musica, degli elementi tematici e il design degli Umpa Lumpa sono ripresi dal film del 1971.
Il film ha ottenuto recensioni generalmente positive da parte della critica cinematografica, che sebbene abbia apprezzato la sceneggiatura e le interpretazioni sia in prosa che cantate del cast, non è rimasta colpita dalla caratterizzazione dei personaggi. Per la sua interpretazione di Willy Wonka Timothée Chalamet ha ricevuto una candidatura ai Golden Globe per il miglior attore in un film commedia o musicale mentre la coprotagonista Calah Lane è stata candidata al Critics' Choice Award alla migliore giovane interprete.

## Trama
Il giovane cioccolataio Willy Wonka arriva in città con il sogno di aprire una cioccolateria alle Gallerie Gourmet. Tuttavia, i suoi primi sforzi sono vani, dato che pur piacendo alla folla, Wonka incontra l'opposizione dei tre affermati cioccolatai del luogo, i signori Slugworth, Prodnose e Fickelgruber, che gli aizzano contro la polizia. Willy viene inoltre raggirato dall'avida signora Scrubbit, che lo imbroglia, riempiendolo di un ingiusto debito esorbitante e così costringendo il giovane a lavorare nella sua lavanderia finché non potrà permettersi di pagare.
Mentre viene sfruttato dalla Scrubbit, Willy conosce l'orfana Noodle, il contabile Abacus, l'idraulica Piper, il comico Larry e la centralinista Lottie, anche loro costretti a lavorare nella lavanderia con lo stesso imbroglio; i cinque gli raccontano che Slughworth, Prodnose e Fickelgruber gestiscono un cartello del cioccolato, con sede nei sotterranei della cattedrale gestita da Padre Julius ed i suoi monaci cioccolizzati, tramite cui sono sempre riusciti ad eliminare qualsiasi potenziale minaccia per i loro affari. Grazie a un sotterfugio, Willy riesce a evadere dalla lavanderia e a cominciare a vendere il cioccolato insieme a Noodle, a cui rivela che la sua passione per il dolce nasce dall'ultimo regalo fattogli dalla madre prima di morire: una barretta di cioccolato.
Un giorno Wonka si accorge che un misterioso omino arancione che lo segue da anni gli ha rubato i cioccolatini e dopo avergli teso una trappola, lo cattura. Prima di fuggire, la creatura rivela di essere un Umpa Lumpa di nome Spilungo (Lofty in originale), esiliato dalla sua tribù anni prima quando Wonka aveva inconsapevolmente rubato dei preziosi chicchi di cacao a cui lui era stato messo a guardia.
Una vendita dopo l'altra, nonostante i tre rivali e il capo della polizia, corrotto dai loro regali in cioccolato, gli diano la caccia giorno per giorno, alla fine Wonka e i suoi amici guadagnano abbastanza soldi per aprire un negozio. La Scrubbit però, avvertita dal cartello del cioccolato, aggiunge sudore di yeti ai cioccolatini di Wonka. La folla entusiasta all'apertura della cioccolateria comincia a sviluppare problemi di irsutismo appena assaggia i cioccolatini e l'inaugurazione si trasforma in un disastro. Dopo che il suo negozio è stato devastato dalla folla inferocita, Wonka viene avvicinato dai membri del cartello, che si offrono di saldare i debiti dei suoi amici verso la Scrubbit in cambio della sua immediata partenza dalla città. Wonka accetta e, lasciati i suoi amici, si imbarca su un battello, ma Spilungo lo convince appena in tempo a tornare indietro e reagire, salvandosi poi insieme a lui da un carico di esplosivo che Prodnose, Ficklegruber e Slugworth avevano messo a bordo per ucciderlo.
Mentre Abacus, Piper, Larry e Lottie vengono rilasciati dalla lavanderia, Noodle è destinata a rimanervi prigioniera. Wonka e gli altri salvano la ragazza e il cioccolataio, ricordandosi che Noodle porta appeso al collo un anello simile a quello di Slugworth, le rivela che lei è la nipote di Slugworth: questo, scoperto che il fratello Zebedeo aveva avuto una figlia con una donna colta ma povera, aveva corrotto la Scrubbit affinché tenesse Noodle rinchiusa, così che lei non potesse reclamare la sua eredità di famiglia e aveva mentito alla cognata dicendole che la bambina era morta. Tentando di annientare il cartello, Noodle e Wonka entrano nella loro base segreta con un sotterfugio, ma vengono accerchiati dai tre cioccolatai, che vogliono annegarli nelle loro riserve di cioccolato. Vengono salvati appena in tempo da Spilungo e, grazie ad Abacus, rivelano alla polizia le frodi fiscali e la corruzione perpetrata dal cartello, i cui membri vengono prontamente arrestati. Mentre la folla assaggia finalmente il cioccolato di Wonka, il giovane scarta la barretta lasciatagli dalla madre: la donna aveva messo in essa un biglietto dorato in cui gli ricordava che il cioccolato è migliore se condiviso. Wonka divide quindi la barretta con i suoi amici.
Noodle ritrova la sua madre biologica, mentre Wonka acquista un castello abbandonato e comincia a costruirvi la sua fabbrica di cioccolato aiutato da Spilungo. In una scena a metà dei titoli di coda Spilungo svela che Abacus, Piper, Lottie e Larry sono tornati felici alle loro vecchie vite, mentre la Scrubbit e il suo complice Bleacher sono stati arrestati per aver sabotato i dolci di Willy.

## Produzione

### Sviluppo
Nell'ottobre 2016 Warner Bros. Pictures acquistò i diritti cinematografici del personaggio di Willy Wonka con l'intenzione di realizzare un film su di lui prodotto da David Heyman e Michael Siegal.

### Cast
Nel 2021 è stato confermato che Paul King avrebbe diretto il progetto e che Timothée Chalamet avrebbe interpretato l'omonimo protagonista. Per il ruolo di Wonka erano stati presi in considerazione anche Donald Glover, Ryan Gosling, Ezra Miller e Tom Holland.
Nel settembre 2021 anche Keegan-Michael Key, Sally Hawkins, Rowan Atkinson, Olivia Colman e Jim Carter si sono uniti al cast.

### Riprese
Le riprese principali sono iniziate nel Regno Unito nel settembre 2021 e si sono svolte prevalentemente a Bath, Lyme Regis, Londra, Oxford e presso gli Studi Leavesden.

## Colonna sonora
Neill Hannon, frontman dei The Divine Comedy, ha scritto canzoni originali per il film, mentre la colonna sonora è stata composta da Joby Talbot.

## Promozione
La promozione del film è iniziata il 10 ottobre 2021, quando il protagonista Chalamet ha condiviso una sua foto nei panni di Wonka sul suo account Instagram. Il 26 aprile seguente, sono state condivise anche alcune scene di Chalamet come Willy Wonka durante la presentazione alla National Association of Theatre Owners.
Il primo trailer ufficiale del film è stato pubblicato l'11 luglio 2023.

## Distribuzione
Il film è stato presentato in anteprima mondiale il 24 ottobre 2023 in occasione dello ShowEast, mentre la prima ufficiale si è svolta alla Royal Festival Hall di Londra il 28 novembre 2023. Successivamente, il film è stato distribuito nelle sale britanniche dal 8 dicembre, in quelle italiane dal 14 dicembre e in quelle statunitensi dal 15 dicembre 2023.

### Edizione italiana
L'edizione italiana del film è stata curata dalla Warner Bros. Discovery Italia con la direzione del doppiaggio da parte di Massimiliano Alto e l'adattamento dei dialoghi a opera di Valerio Piccolo nonché paroliere delle canzoni del film, entrambi assistiti da Roberta Schiavon. Il doppiaggio italiano e la sonorizzazione della pellicola, invece, sono stati eseguiti dalla CDC Sefit Group.

## Accoglienza

### Incassi
Il film ha incassato 218402312 $ in Nord America e 416000000 $ nel resto del mondo, per un totale di 634402312 $.
Uscito in Italia il 14 dicembre ottenendo 3900192 € con 524548 presenze nella prima settimana di proiezione, il film ha incassato in totale 14931512 € con 2000419 presenze.

### Critica
Dopo la prima negli Stati Uniti, il film ha ricevuto recensioni generalmente favorevoli da parte della critica cinematografica; su Rotten Tomatoes l'82% delle 329 recensioni aggregate è positivo, con un voto medio di 7,2 su 10; su Metacritic il voto medio ponderato di 64 critici è di 66 su 100.
In una recensione di 5 stelle su 5, Peter Bradshaw del The Guardian ha scritto che il film sia «spettacolare, fantasioso, dolce e divertente». Sebbene Bradshaw abbia apprezzato l'interpretazione di Chalamet, trovandola migliore di quelle precedenti, il film non spiega «cosa gli sia successo da giovane per trasformarlo nella figura adulta un po' ambigua, persino sinistra, con una vena di crudeltà dahliana», chiedendosi se in un eventuale sequel «succeda qualcosa che inacidisca il nostro giovane eroe».
Owen Gleiberman di Variety ha scritto che «Wonka può essere il musical hollywoodiano di più ampio respiro degli ultimi decenni», in quanto «prequel di un musical divertente, entusiasmante, dalla messa in scena impeccabile e dal sapore antico e sbalorditivo», ma «avrebbe potuto essere un successo ancora più grande se fosse stato un po' meno levigato per i bambini». Stephanie Zacharek del Time ha scritto che «Wonka è accuratamente bilanciato per portare gioia», il che è «un abbondante sentimento di buonismo per un musical», con «scenografie grandiose ma in qualche modo dall'aspetto piatto» e «con numeri musicali che sottolineano l'importanza dei sogni, della meraviglia e dell'amicizia», ma che «ci dà tutto tranne che quella sensazione di quiete e di tintinnio».
In una recensione negativa, David Rooney del The Hollywood Reporter ha giudicato il film «stucchevolmente dolce e irrimediabilmente banale», con il personaggio di Willy Wonka «castrato, privato di qualsiasi spigolosità che avrebbe potuto renderlo interessante» e che «un certo numero di attori dotati sono utilizzati male o sprecati». Anche Johnny Oleksinski del New York Post ha sottolineato che «è un peccato che in questa storia sulle origini lo spettatore non abbia una comprensione approfondita di chi sia Willy Wonka» e che «sia assente qualsiasi sfumatura o personaggio stratificato», concludendo che «Wonka è al suo massimo divertimento quando si dimentica il romanzo».

## Riconoscimenti
- 2024 - Golden Globe[31]
  - Candidatura per il miglior attore in un film commedia o musicale a Timothée Chalamet
- 2024 - Critics' Choice Movie Awards[32]
  - Candidatura alla miglior giovane interprete a Calah Lane
  - Candidatura ai migliori costumi a Lindy Hemming
- 2023 - Hollywood Music in Media Awards[33]
  - Candidatura alla migliore canzone originale in un film Sci-Fi/Fantasy per A World of Your Own[34]
  - Candidatura alla migliore interpretazione in un film Sci-Fi/Fantasy per You've Never Had Chocolate Like This[35]
  - Candidatura alla migliore interpretazione in un film a Timothée Chalamet con A World of Your Own
  - Candidatura al miglior film o musical a tema musicale a Alexandra Derbyshire, David Heyman, Luke Kelly e Paul King